# Gianni Italia
Gianni Italia (Cremona, 1944) è un sindacalista italiano.

## Biografia
Comincia a lavorare come elettricista nel 1960 in un'azienda milanese; poi si trasferisce a Genova, dove lavora come tecnico disegnatore di impianti elettrici presso l'Italimpianti, azienda a partecipazione statale del gruppo IRI.
Nel 1962 si iscrive alla Fim-Cisl. Nel 1970 comincia a lavorare come operatore a tempo pieno, occupandosi del settore impiegati, nella Fim-Cisl di Genova, di cui diverrà segretario generale nel 1978. L'anno successivo entra nella segreteria nazionale della Fim Cisl, responsabile dapprima del settore meccanica generale e impiantistica, quindi del settore siderurgico e infine del settore auto e trasporti.
Nel 1989 succede a Raffaele Morese come segretario generale della Fim-Cisl, che continuerà a guidare fino al congresso di Genova del maggio 1997. Alla fine del 1997 diventa presidente dell'Iscos (Istituto sindacale per la cooperazione allo sviluppo della Cisl).